# Pary sportowe

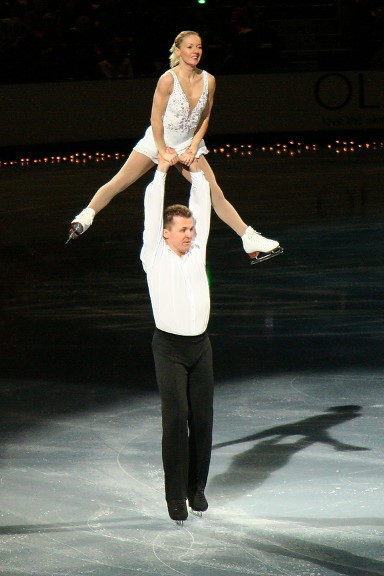
Para sportowa (pierwsi polscy medaliści mistrzostw Europy i świata w tej konkurencji Dorota Siudek / Mariusz Siudek wykonujący podnoszenie wyciskane z grupy 4 – Skate America 2006)

Pary sportowe (ang. pair skating) – konkurencja w łyżwiarstwie figurowym, w której duety łyżwiarskie składające się z kobiety i mężczyzny wykonują programy na łyżwach.
Pary sportowe w łyżwiarstwie figurowym wykonują elementy łyżwiarskie specyficzne dla tej konkurencji m.in. podnoszenia twistowe, skoki równoległe i wyrzucane, piruety, piruety parowe, spirale w rytm muzyki. Długość i zawartość układów jest ściśle określona oraz różni się w zależności od kategorii wiekowej, a także sezonu rywalizacji sportowej określanej przez Międzynarodową Unię Łyżwiarską (ISU).
Na notę łączną w zawodach par sportowych składają się dwa segmenty łyżwiarskie:
- program krótki (SP),
- program dowolny (FS).

Konkurencja par sportowych zadebiutowała na mistrzostwach świata oraz Zimowych Igrzyskach Olimpijskich w 1908 roku.

## Elementy programu par sportowych
W zależności od jakości i osiągniętego poziomu wykonania elementu łyżwiarskiego sędziowie przyznają parze sportowej odpowiednie wartości punktowe (od sezonu 2018/2019 przedstawione w komunikacie ISU 2168). Do głównych elementów wykonywanych przez pary sportowe należą:

### Podnoszenia
Podnoszenia wykonywane przez pary sportowe są wykonywane wysoko nad głową partnera podnoszącego ze zmianami pozycji podnoszonej partnerki. Zgodnie z przepisami ISU podnoszący przemieszcza się po lodzie wykonując od jednego pełnego do trzech i pół obrotu. Ocena punktowa podnoszenia dotyczy trudności wejścia do podnoszenia, rodzaju chwytu, sposobu przemieszczania po lodzie, płynności i jakości wykonania podnoszenia, czyli zmian pozycji podnoszonej, stabilności podnoszącego, czystości wykonywania obrotów (minimalne kruszenie lodu przy obrotach), rodzaju zejścia i innych opcjonalnych czynników. Opcjonalne czynniki zwiększające punktację obejmują wykonanie trudnego wejścia lub zejścia, zwolnienie jednej ręki, zmianę pozycji podczas podnoszenia, zatrzymanie obrotu, zmiana rodzaju podnoszenia w rotacyjne lub odwrócenie kierunki obrotu.
Istnieje pięć grup podnoszeń dopuszczonych w programach przez ISU. Są one kategoryzowane poprzez chwyt w momencie przejścia podnoszonej partnerki przez ramię partnera podnoszącego. Dopuszczalne chwyty to:
- Grupa 1 – trzymanie pod pachami,
- Grupa 2 – trzymanie w talii,
- Grupa 3 – trzymanie ręka-biodro lub w górnej części nogi powyżej kolana.
- Podnoszenie ręka-ręka (dzielą się na dwa typy):

- Grupa 4 – podnoszenia wyciskane – partner podnoszący łapie podnoszoną partnerkę za obie ręce i podnosi,
- Grupa 5 – podnoszenia lassowe, z następującymi wejściami do podnoszenia (rosnąca trudność):

- toe lub krok w lasso (ang. step lasso)
- axel lub wsteczne lasso (ang. backward lasso)
- odwrócone lasso (ang. reverse lasso)

Pozycje podnoszonej partnerki może być sklasyfikowana jako pozycja pionowa (górna część ciała wyprostowana), gwiazda (bokiem z górną częścią ciała równolegle do lodu) lub półmisek (pozioma pozycja z górną częścią ciała równoległą do lodu, z głową zwróconą w górę lub w dół). Podnoszenie bez obrotów nazywane jest podnoszeniem noszonym (ang. carry lift) i jest gorzej punktowane od podnoszeń rotacyjnych. Podnoszenia poniżej ramion partnera podnoszącego, czyli podnoszenia taneczne są uznawane w konkurencji par sportowych jako element choreografii, a nie właściwe podnoszenie.

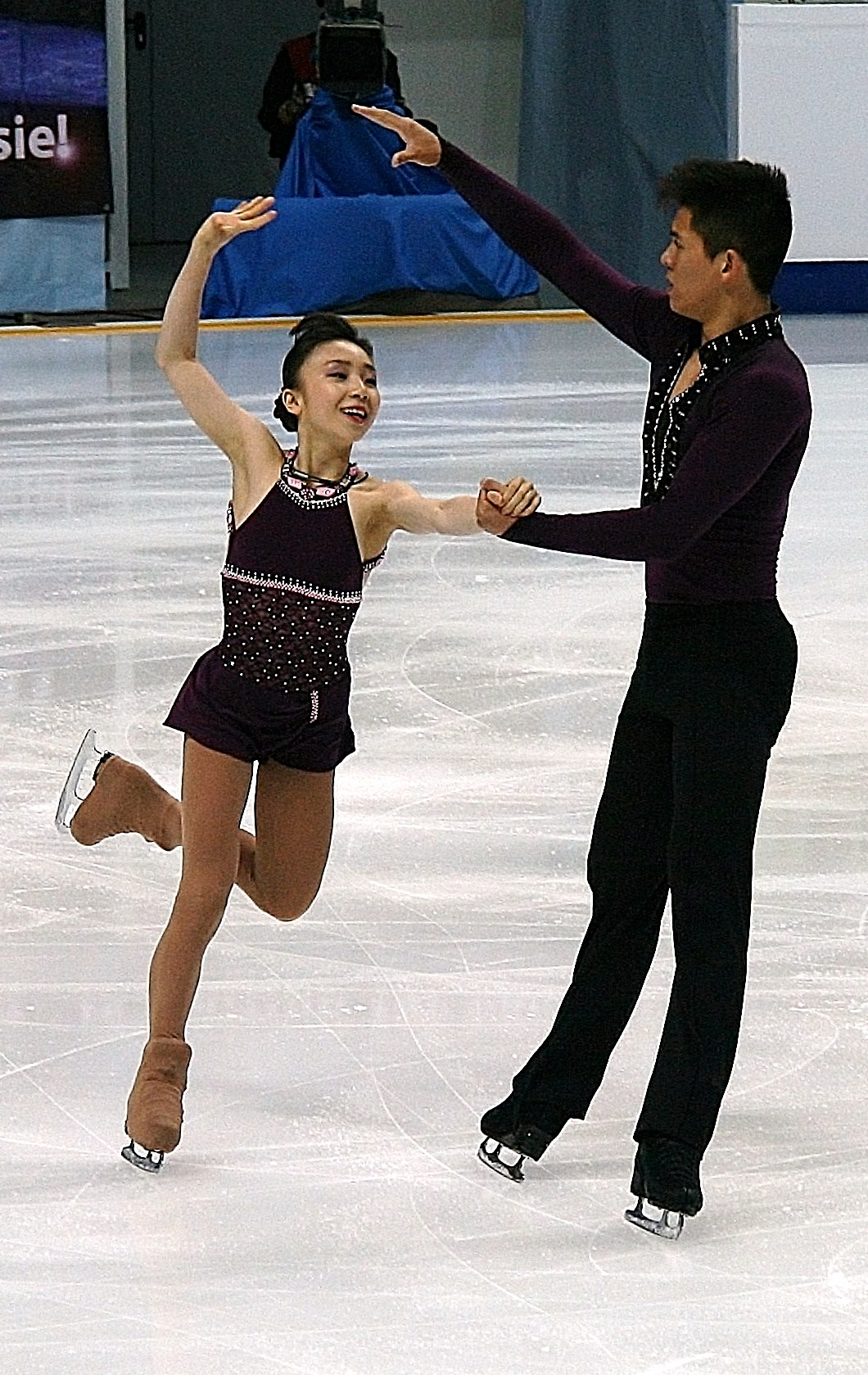
Wejście do podnoszenia lassowego (Narumi Takahashi / Mervin Tran)
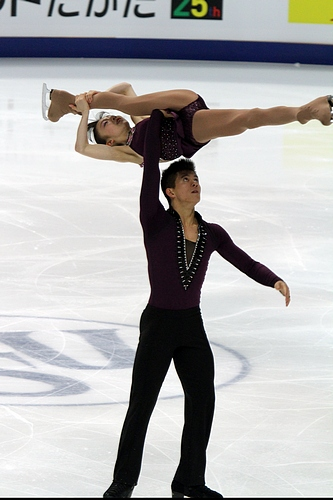
Podnoszenie z trzymaniem ręka-biodro z grupy 3, pozycja półmisek (Narumi Takahashi / Mervin Tran)
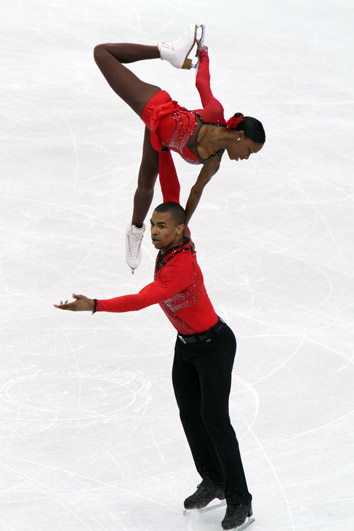
Podnoszenie z trzymaniem ręka-biodro z grupy 3, pozycja gwiazdy (Vanessa James / Yannick Bonheur)
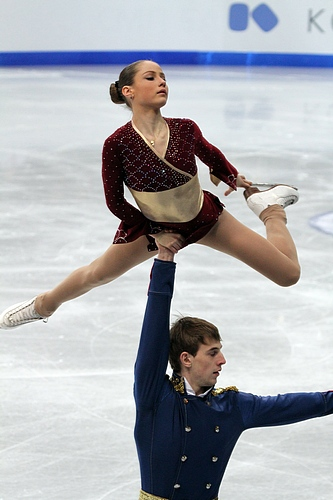
Podnoszenie z trzymaniem ręka-ręka z przodu z grupy 5, pozycja pionowa (Julija Ławrentjewa / Jurij Rudyk)
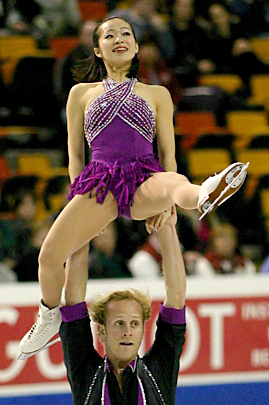
Podnoszenie z trzymaniem ręka-ręka z tyłu z grupy 5, pozycja pionowa (Rena Inoue / John Baldwin Jr.)

### Podnoszenia twistowe
Podnoszenia twistowe są elementem łyżwiarskim obowiązkowym jedynie w konkurencji par sportowych. Podnoszenie rozpoczynane jest przez ruch partnera podnoszącego, który pomaga partnerce podnoszonej przygotowującej się tak jak do skoku axla lub skoku kopanego, następnie partnerka obraca się w powietrzu, a partner łapie ją w powietrzu i odstawia na taflę lodu. Poziom trudności podnoszenia twistowego jest większy, jeśli obie nogi podnoszonej partnerki znajdują się co najmniej 45° od osi ciała, a jej nogi są wyprostowane lub prawie wyprostowane. Niektóre pary wykonują podnoszenie twistowe szpagatowe, w którym partnerka przed obrotem w powietrzu wykonuje pełny szpagat. Najbardziej znaną parą wykonującą ten rodzaj podnoszenia twistowego szpagatowego była para Jekatierina Gordiejewa / Siergiej Grińkow. Para sportowe może również osiągnąć wyższy wynik przy wykonaniu trudnego wejściu do podnoszenia, opóźnionym obrocie lub jeśli partnerka trzyma ręce nad głową podczas obracania się w powietrzu.

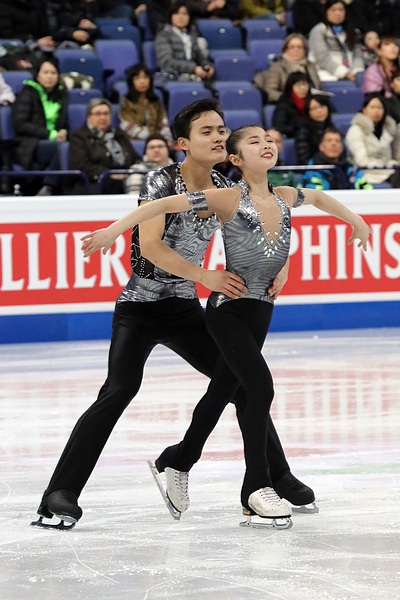
Przygotowanie do wejścia w podnoszenia twistowego (Ryom Tae-ok / Kim Ju-sik)
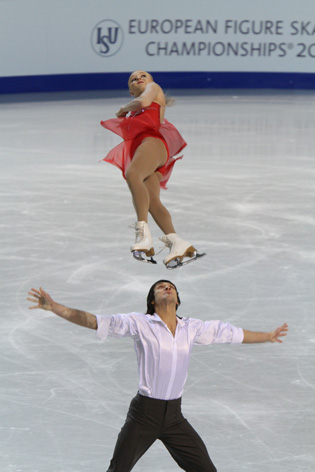
Podnoszenie twistowe (Marija Muchortowa / Maksim Trańkow)
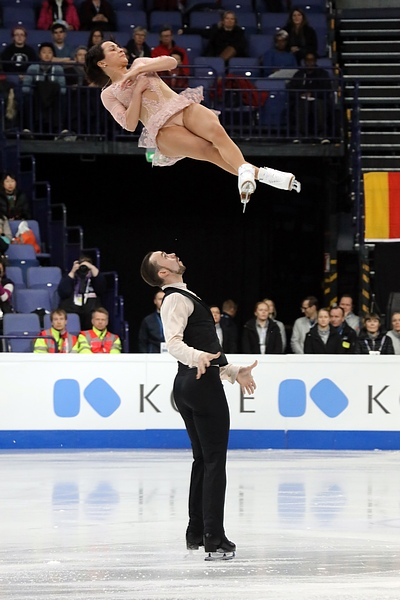
Podnoszenie twistowe (Ksienija Stołbowa / Fiodor Klimow)
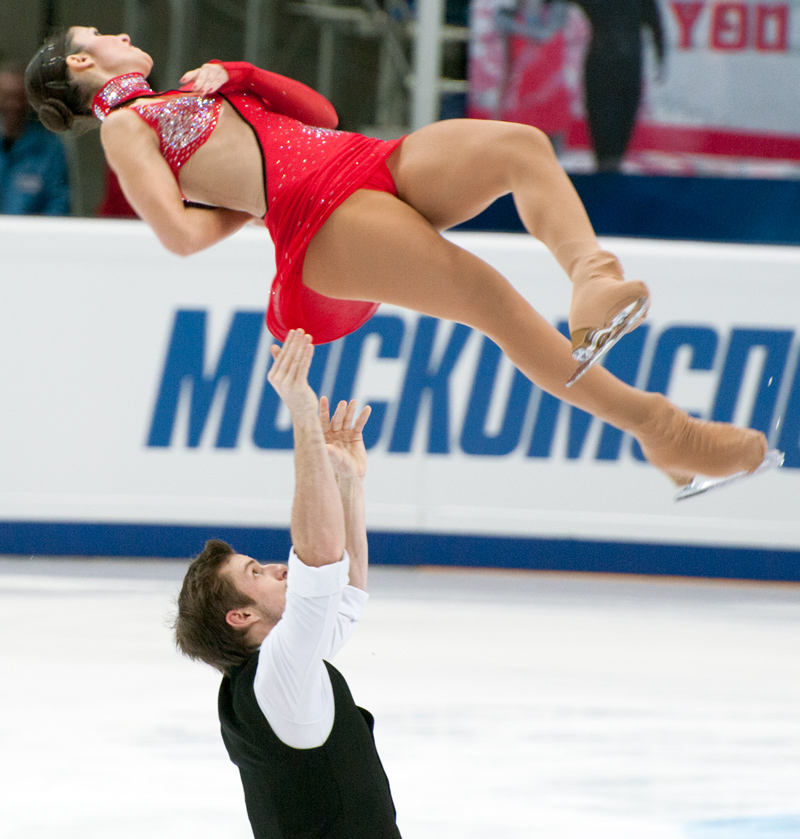
Złapanie partnerki w powietrzu przy podnoszeniu twistowym (Stefania Berton / Ondrej Hotarek)

### Skoki
- Skoki równoległe (ang. Side-by-side jumps) – element obowiązkowy, oboje partnerów wykonuje jednocześnie (synchronicznie) jeden ze skoków podstawowych.  Na niższych poziomach rywalizacji mogą być wymagane podwójne skoki np. podwójne flipy (2F), zaś wśród elity łyżwiarskiej pary sportowe w swoich programach umieszczają co najmniej jednego podwójnego axla (2A), potrójnego toe loopa (3T) lub potrójnego salchowa (3S). W przypadku rozbieżności między jakością wykonania skoku przez każdego z partnerów wartość bazowa elementu i ocena skoku są punktowane na niekorzyść pary sportowej, czyli oceniany jest gorzej wykonany skok. Upadek jednego z partnerów jest punktowany ujemnie tak jakby upadło oboje partnerów, czyli -1 pkt jest przyznawany obojgu[4]. W terminologii ISU skoki równoległe są oznaczane skrótem sbs przed skrótem skoku podstawowego wykonanego przez parę sportową np. równoległy potrójny lutz to sbs 3Lz.
- Skoki wyrzucane (ang. Throw jumps) – element obowiązkowy, gdzie partnerka wykonuje jeden ze skoków podstawowych przy pomocy partnera i standardowo ląduje go tyłem na zewnętrznej krawędzi łyżwy. W terminologii ISU skoki wyrzucane są oznaczane skrótem Th dodawanym po skrócie skoku podstawowego wykonanego przez partnerkę np. wyrzucany potrójny axel to 3ATh.

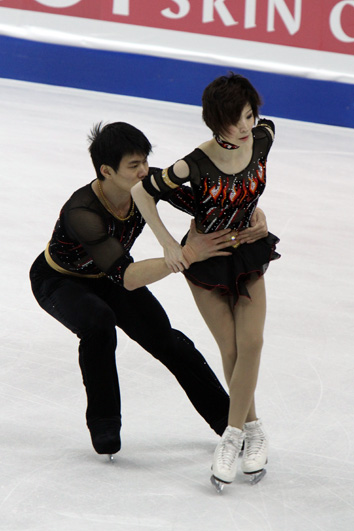
Przygotowanie skoku wyrzucanego (Zhang Dan / Zhang Hao)
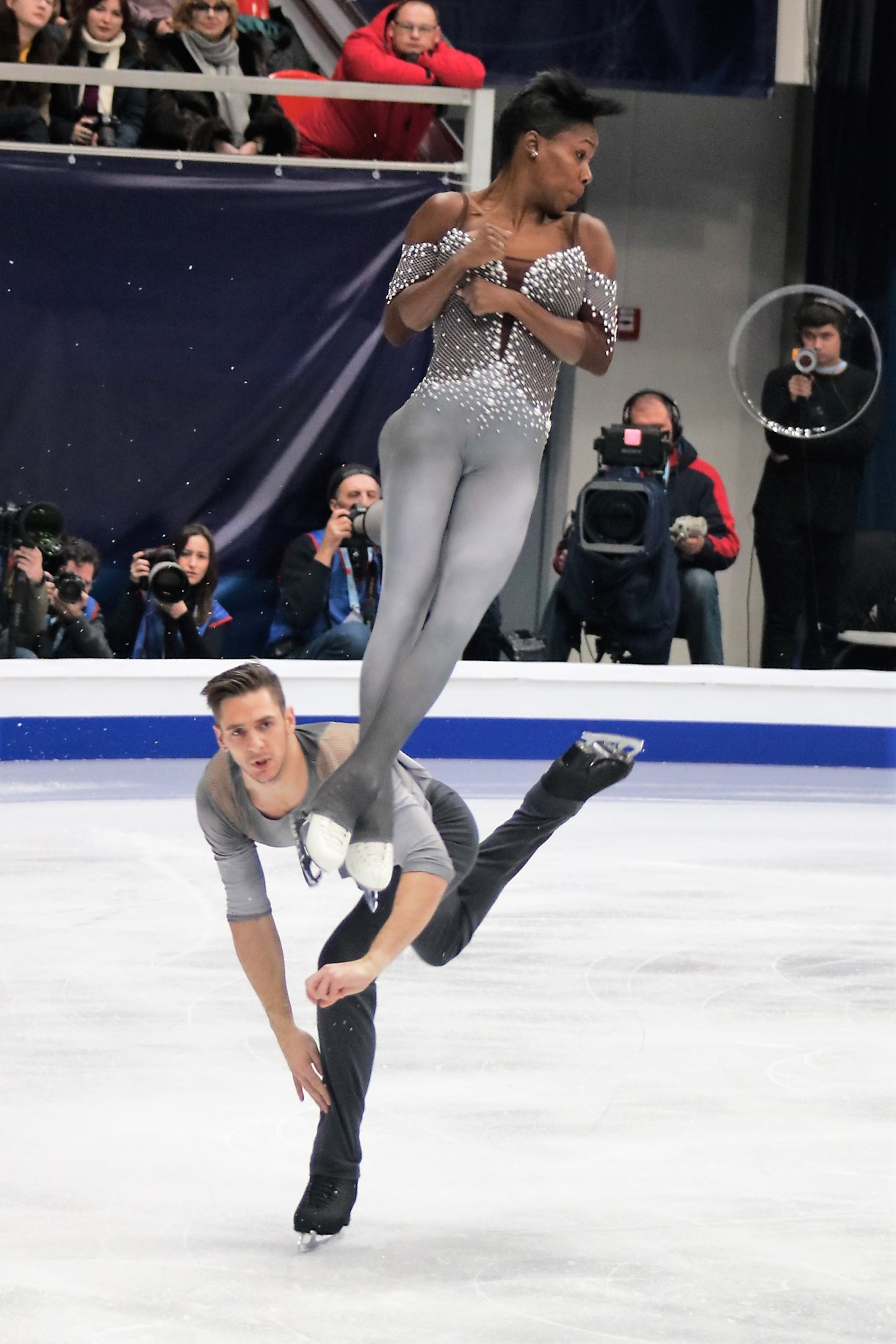
Skok wyrzucany (Vanessa James / Morgan Ciprès)
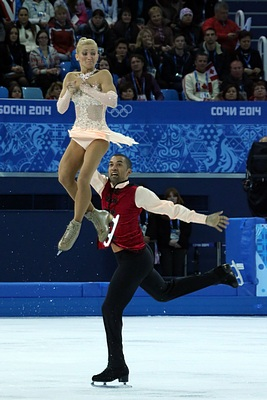
Skok wyrzucany (Alona Sawczenko / Robin Szolkowy)
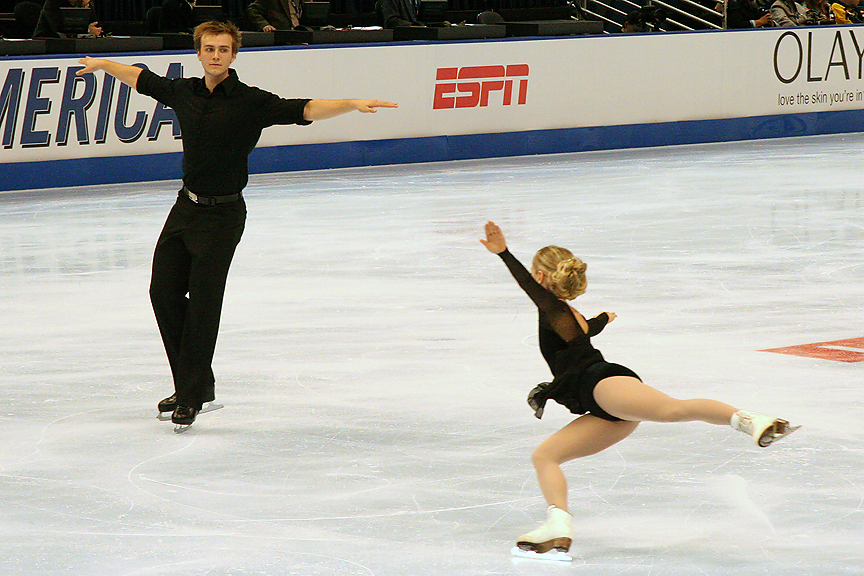
Lądowanie skoku wyrzucanego (Anabelle Langlois / Cody Hay)

### Spirala śmierci
Spirala śmierci to obowiązkowy element łyżwiarski wykonywany wyłącznie przez pary sportowe. W figurze tej partner stoi w tzw. pozycji cyrkla i trzyma za rękę partnerkę znajdującą się niemalże w pozycji leżącej, która objeżdża go na jednej nodze. W 2011 r. Międzynarodowa Unia Łyżwiarska (ISU) wprowadziła zasadę według której, aby para sportowa otrzymała punkty i zaliczony odpowiedni poziom jakości za wykonanie spirali śmierci, głowa partnerki musi w pewnym momencie wykonywania elementu znajdować się poniżej kolana jej nogi, którą dotyka lodu. Wartość punktową spirali śmierci podnosi sposób wejścia i wyjścia z niej, ułożenia ciała partnerki itp.

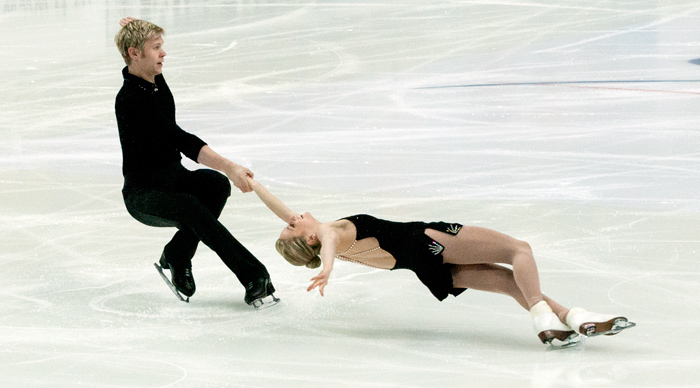
Spirala śmierci przodem wewnątrz (Ashley Cain / Joshua Reagan)
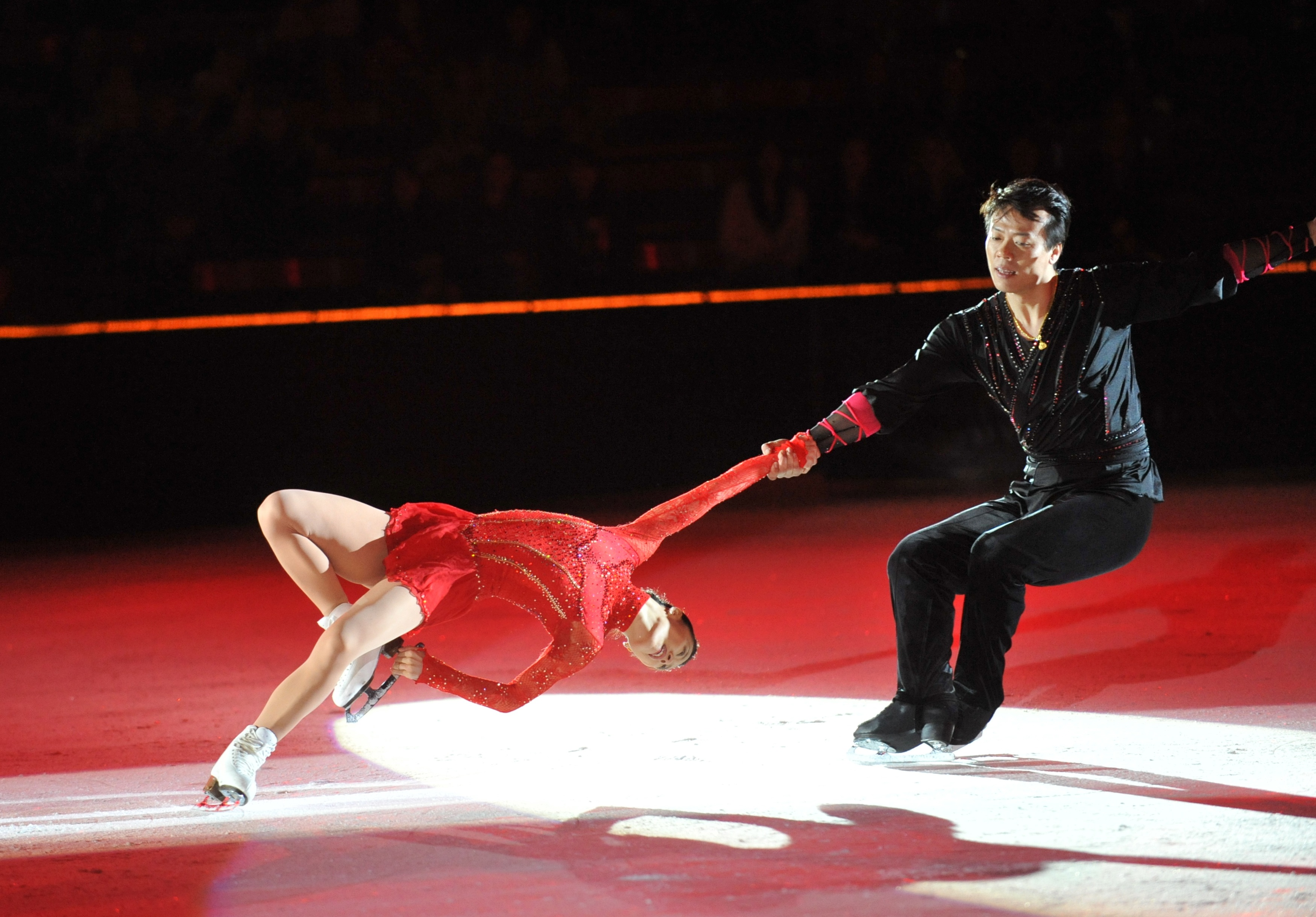
Przodem zewnątrz (FoDs) z trzymaniem nogi (Xue Shen / Hongbo Zhao)
Tyłem wewnątrz (BiDs) (Keauna McLaughlin / Rockne Brubaker)
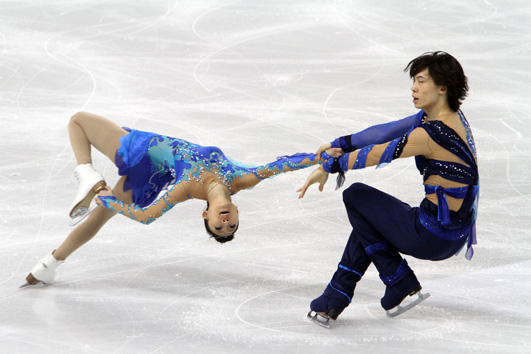
Tyłem zewnątrz (BoDs) z trzymaniem nogi (Tong Jian / Pang Qing)

### Piruety
- Piruety równoległe (ang. Side by side pair spins) to piruety wykonywane przez oboje partnerów osobno, ale synchronicznie.
- Piruet parowy (ang. Pair spin) to piruet w którym oboje partnerów obraca się wspólnie wokół jednej osi. Dodatkowa równowaga uzyskana dzięki trzymaniu partnera pozwala łyżwiarzom na uzyskanie wielu różnych pozycji w piruetach, nie tylko klasycznych takich jak piruet stany (Biellmann, odchylany), siadany, wagi, ale i innych niestandardowych, które byłyby niemożliwe bez pomocy partnera. Na ocenę wpływa prędkość obrotów, centrowanie, utrzymanie pozycji, jakość i trudność wykonania piruetu parowego. Pary mogą używać nietypowych wejść do piruetu, obracać się w kierunku zgodnym lub przeciwnym do ruchu wskazówek zegara.

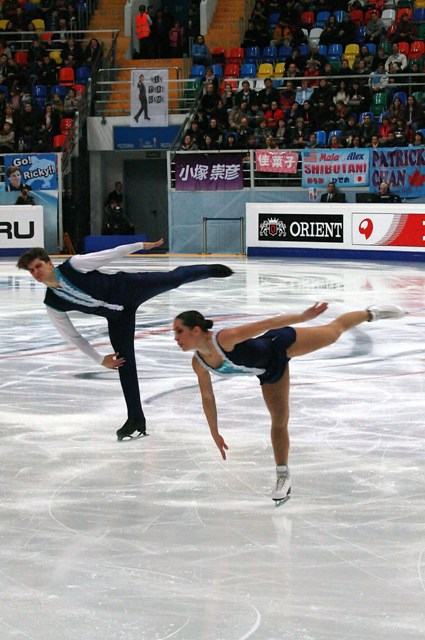
Piruety równoległe w pozycji wagi (Nicole Della Monica / Matteo Guarise)
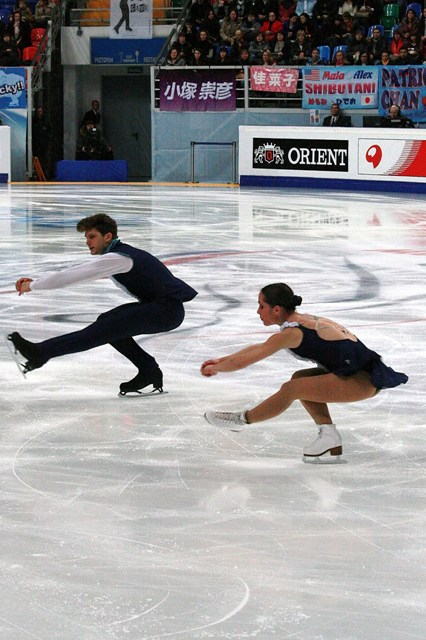
Piruety równoległe siadane (Nicole Della Monica / Matteo Guarise)
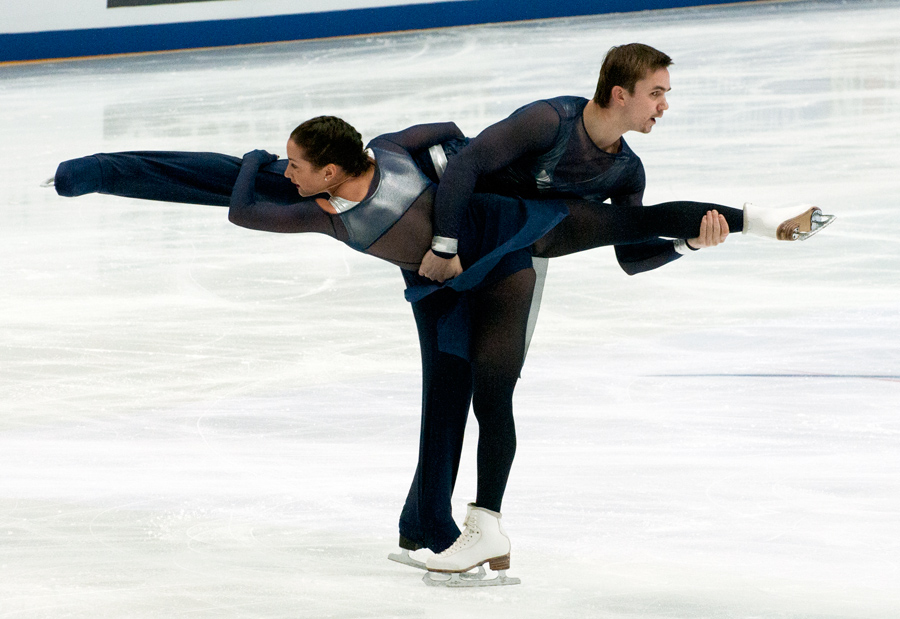
Piruet parowy w pozycji wagi (Ksienija Stołbowa / Fiodor Klimow)
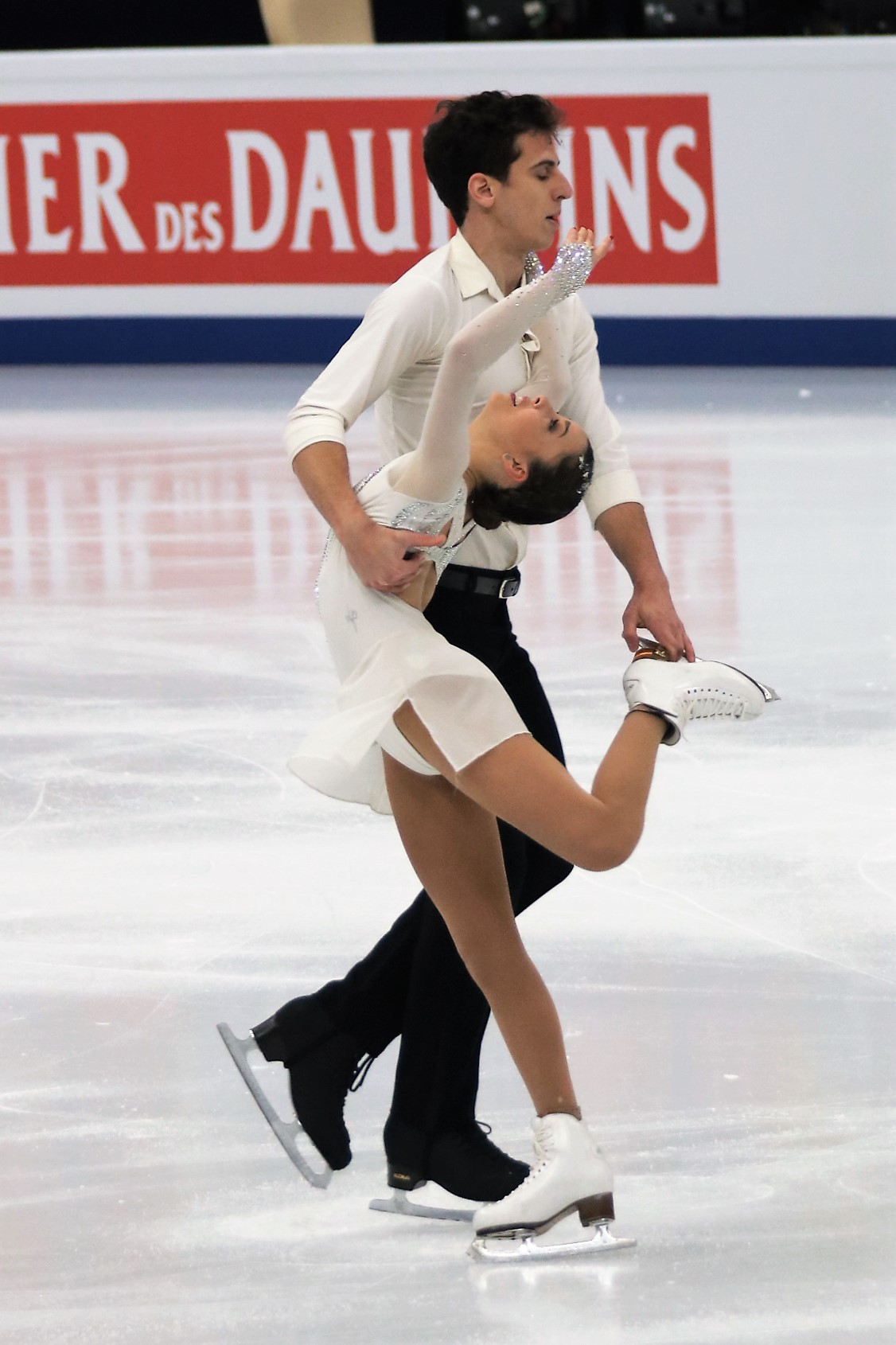
Piruet parowy stany (Laura Barquero / Aritz Maestu)

### Sekwencje kroków, spiral i ruchów w przestrzeni
Pary sportowe wykonują również sekwencje kroków, sekwencje spiral i inne ruchy na polu. Część sekwencji kroków jest zwykle wykonywana synchronicznie, ale pary mogą również wykonywać ich część w odbiciu lustrzanym, wykonywać podnoszenia taneczne (poniżej barków partnera) itd. Są one oceniane pod względem różnorodności i trudności, głębokości krawędzi jazdy, prędkości, tzw. pokrycie lodu, synchronizacji i jedności. Sekwencji spiral para nie musi wykonywać w identycznych pozycjach. Wynik determinuje prędkość, tzw. pokrycie lodu, głębokości krawędzi jazdy i jakość utrzymania pozycji w spirali. Do ruchów w polu zalicza się m.in. mond, spirale, ina bauer, cantilever, podnoszenia taneczne i inne. Pary mogą tworzyć różne kombinacje tych ruchów.

## Elementy niedozwolone w zawodach

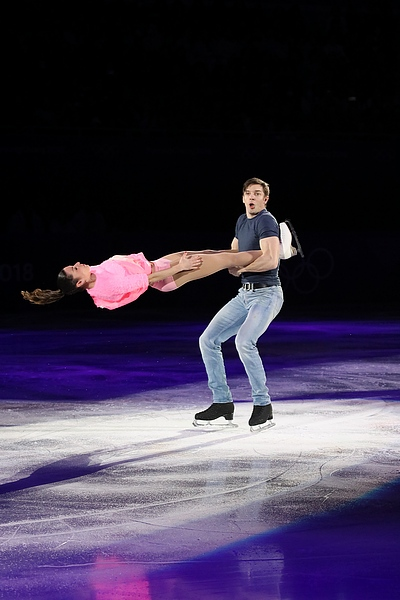
Headbanger (Valentina Marchei / Ondrej Hotarek)

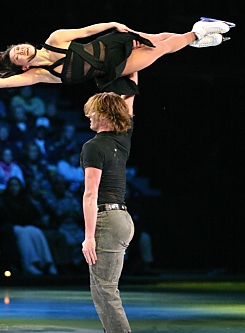
Detroiter (Kyoko Ina / John Zimmerman)

Niektóre elementy łyżwiarskie wykonywane przez pary sportowe należące do elity łyżwiarskiej są zakazane w oficjalnych zawodach międzynarodowych. Powodem takiej decyzji jest bezpieczeństwo łyżwiarzy i wysokie ryzyko wypadków oraz kontuzji (choć niektóre ryzykowne elementy, które nie są oficjalnie zakazane bywają wysoko wynagradzane przez sędziów w ich ocenach). Wykonanie niedozwolonego elementu przez parę sportową skutkuje dedukcją, czyli punktami ujemnymi.
Wiele zakazanych elementów jest prezentowanych przez pary sportowe na galach pokazowych zamykających zawody oraz profesjonalnych rewiach łyżwiarskich. Do niedozwolonych elementów należą:
- Headbanger, znany też pod nazwą Bounce spin – są to obroty partnera wokół własnej osi trzymając partnerkę tylko za jej nogi[7]. Partnerka jest obracana przez partnera z dużą szybkością wykonując w powietrzu pierścienie, a jej głowa znajduje się raz dalej, raz bliżej lodu.
- Detroiter – podnoszenie rotacyjne w którym partnerka w pozycji poziomej jest trzymana przez partnera jedynie za nogę (najczęściej jedną ręką).
- Salta
- podnoszenia z chwytami innymi niż dozwolone
- podnoszenia z więcej niż 3½ obrotami partnera podnoszącego
- obroty w których partner obraca partnerkę w powietrzu jedynie za rękę lub nogę
- obroty z trzymaniem partnera jedynie za nogę, ramię lub szyję
- skoki w stronę partnera
- długotrwałe/stacjonarne klęczenie na obu kolanach partnera na lodzie